# Монтоттоне
Монтоттоне (італ. Montottone) — муніципалітет в Італії, у регіоні Марке,  провінція Фермо.
Монтоттоне розташоване на відстані близько 160 км на північний схід від Рима, 65 км на південь від Анкони, 16 км на південний захід від Фермо.
Населення — 1009 осіб (2014).
Щорічний фестиваль відбувається 5 вересня. Покровитель — San Fabiano.

## Демографія
Населення за роками:

Станом на 1 січня 2023 року в муніципалітеті офіційно проживав 81 іноземець з 19 країн, серед них 37 громадян країн Євросоюзу та 7 громадян України.

## Сусідні муніципалітети
- Бельмонте-Пічено
- Гроттаццоліна
- Монсамп'єтро-Морико
- Монте-Джиберто
- Монте-Ринальдо
- Монте-Відон-Комбатте
- Ортеццано